# Bastide de Romégas
La bastide de Romégas est une bastide située à Puyricard, près Aix-en-Provence dans le département français des Bouches-du-Rhône et la région Provence-Alpes-Côte d'Azur.

## Historique
Déjà connu dès le XVIIIe siècle, la bastide est la propriété de l'historien François Mignet au XIXe siècle. La bastide fait l'objet d'une inscription au titre des monuments historiques depuis le 17 juillet 1996.

## Description
En plus du logis principal, la bastide comprend plusieurs bâtiments : communs, pigeonnier, chapelle, entourés d'un parc avec jardin, potager et bassins.

La bastide de Romégas
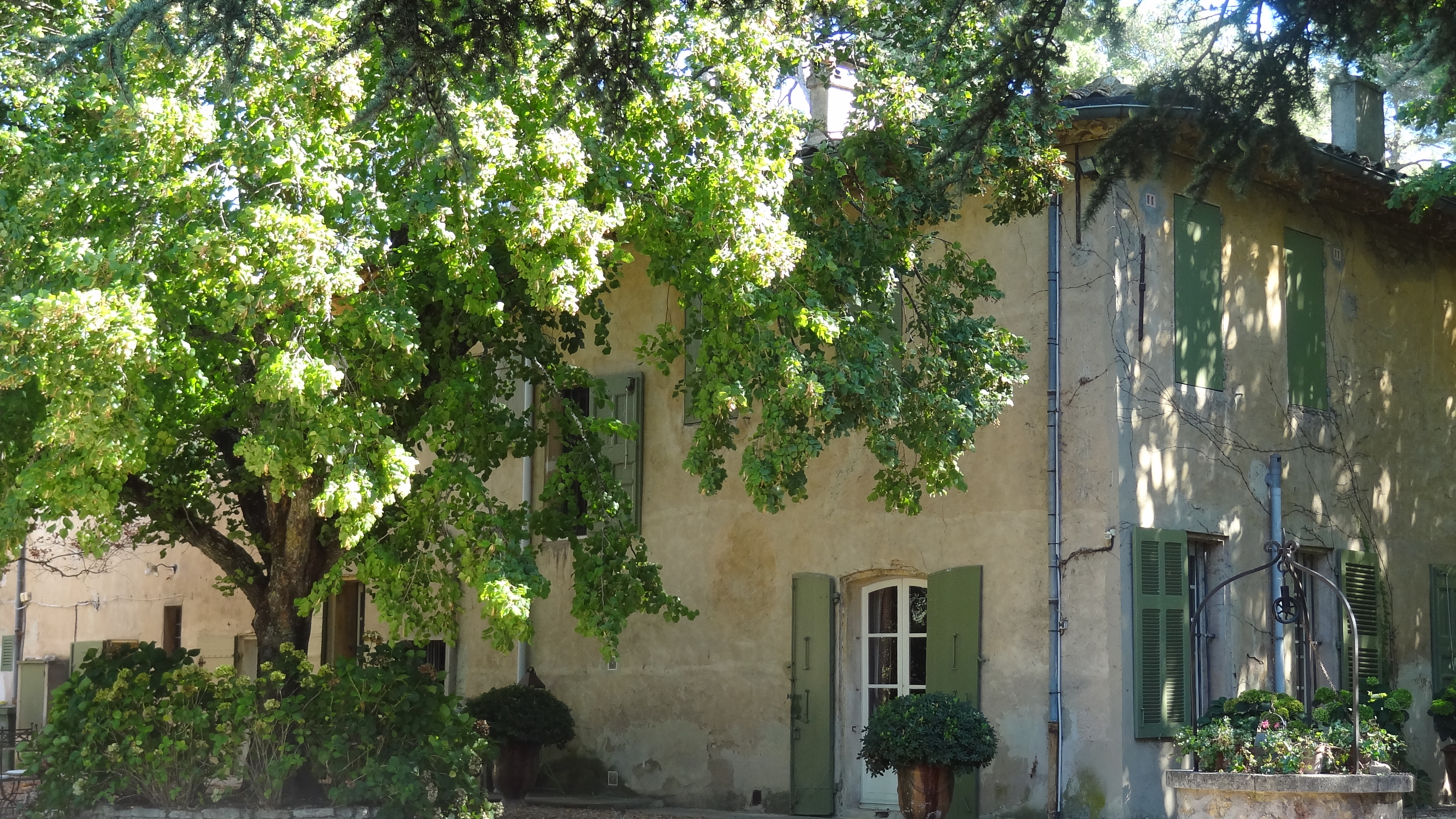
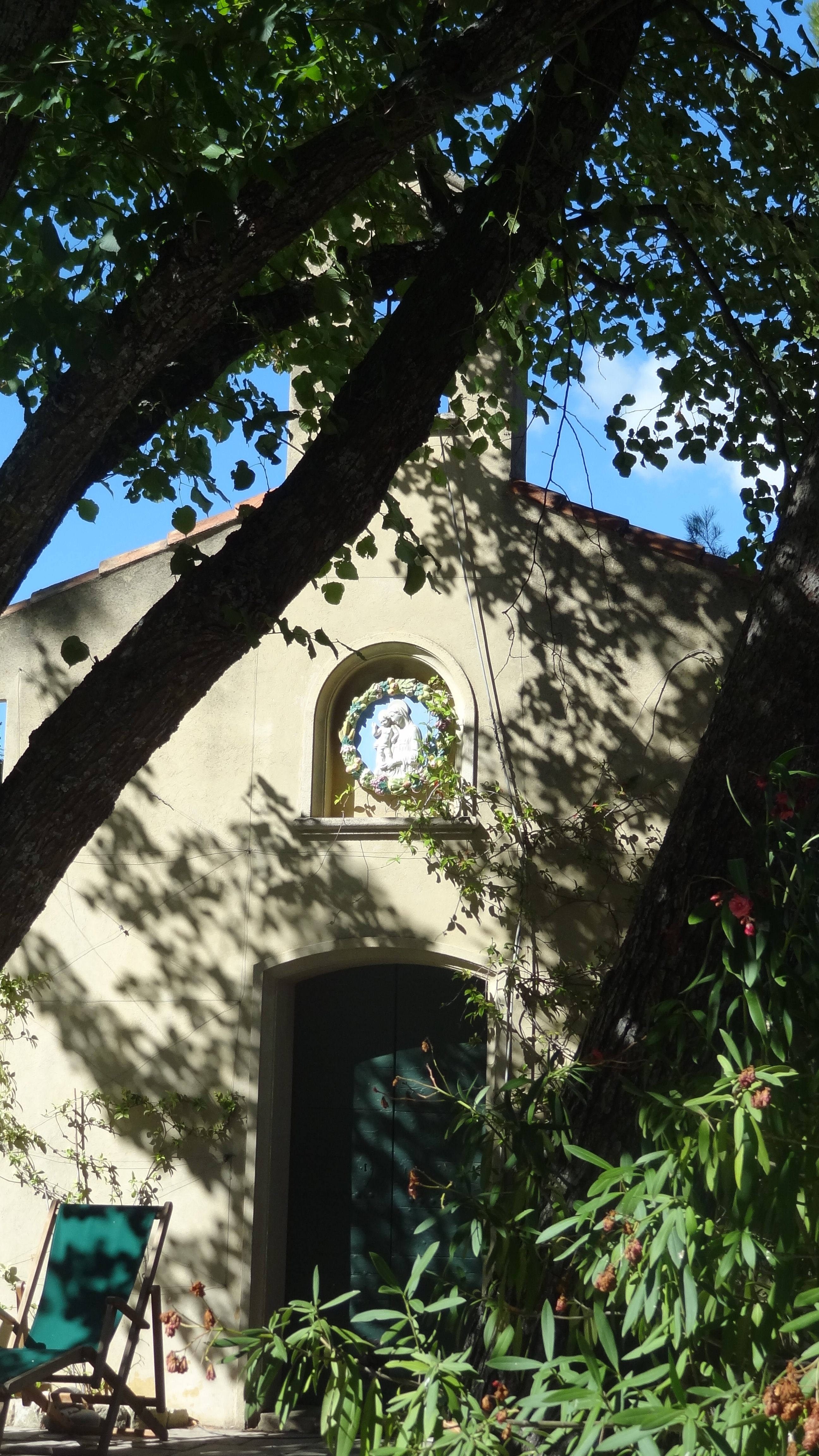
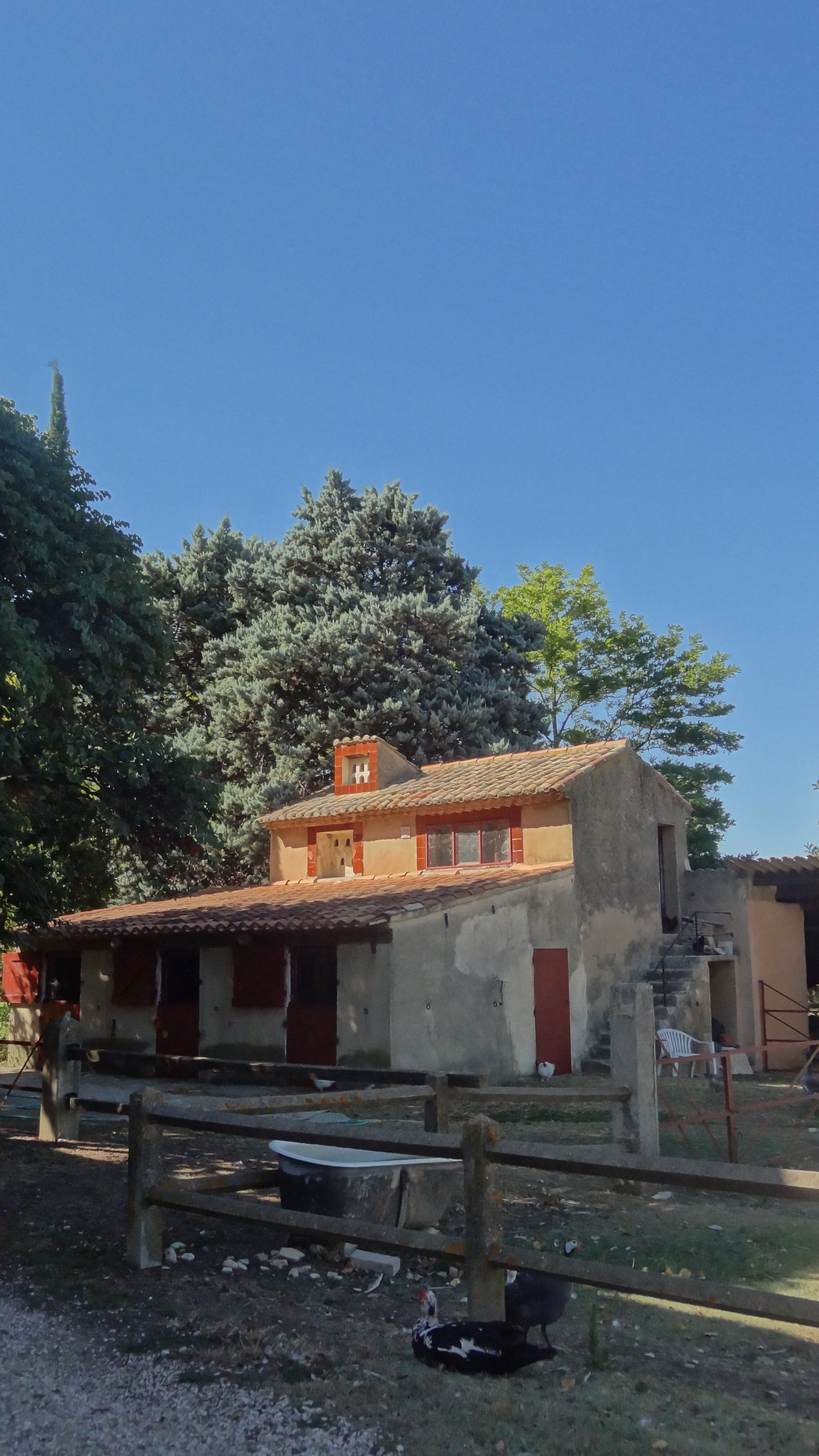
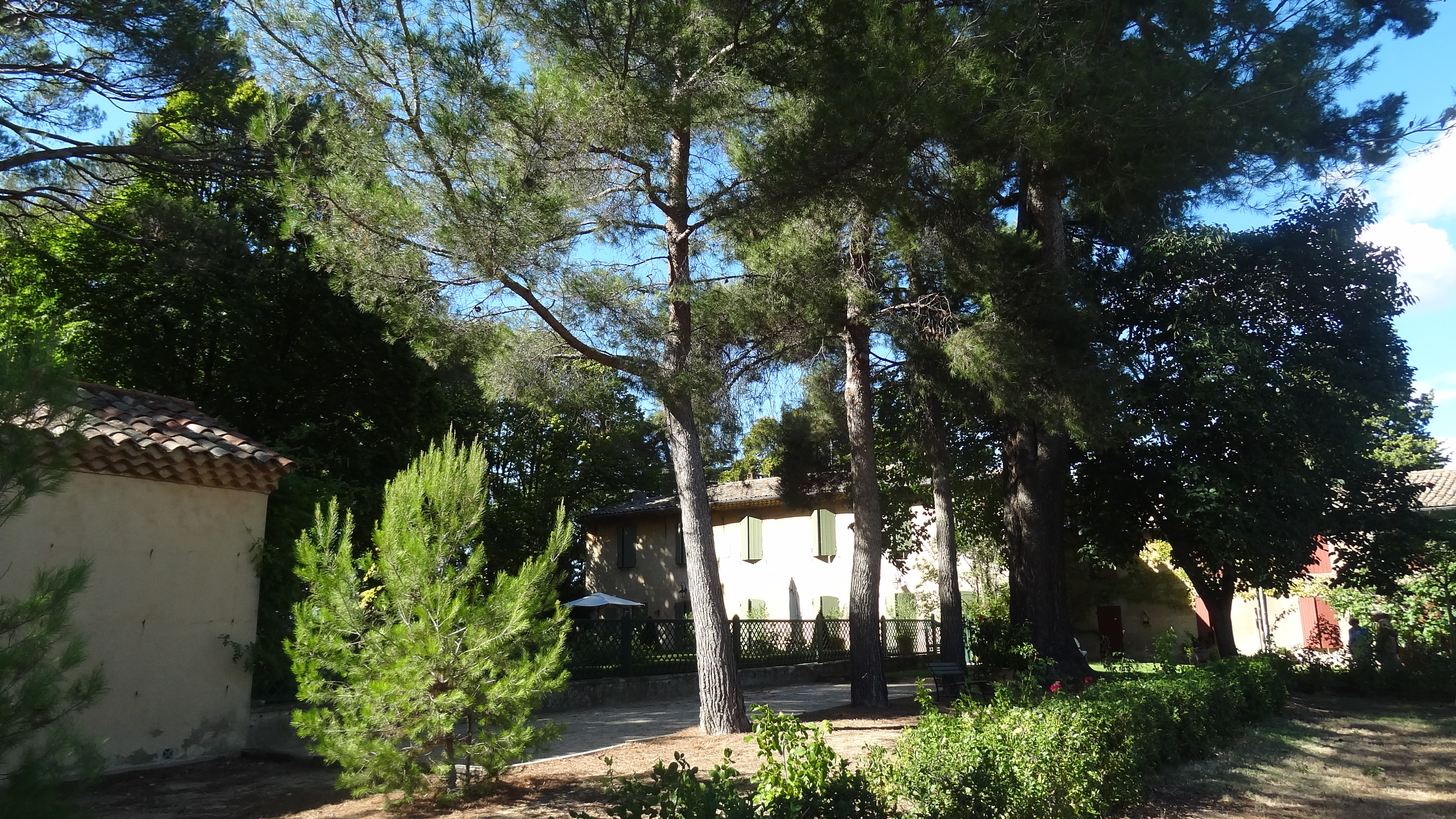